# Municipio de Villa Talea de Castro
El municipio de Villa Talea de Castro es uno de los 570 municipios del estado mexicano de Oaxaca. Su cabecera es la localidad de Villa Talea de Castro.

## Geografía
El municipio de Villa Talea de Castro colinda al norte con los municipios de Santiago Lalopa, Santiago Camotlán y San Juan Yatzona; al este con los municipios de Santa María Temaxcalapa, San Cristóbal Lachirioag y San Ildefonso Villa Alta; al sur con los municipios de San Juan Tabaá y San Juan Juquila Vijanos; y al oeste con el municipio de Tanetze de Zaragoza.

## Localidades
El municipio de Villa Talea de Castro cuenta con cuatro localidades.
| Localidades           | Población (2020) |
| --------------------- | ---------------- |
| Villa Talea de Castro | 1499             |
| San Bartolomé Yatoni  | 219              |
| Otatitlán de Morelos  | 196              |

## Gobierno
El municipio de Villa Talea de Castro se rige mediante el sistema de usos y costumbres.
| Presidente municipal             | Localidades |
| -------------------------------- | ----------- |
| Luis Martínez Canseco            | 1999-2001   |
| Gerardo Pascual Cruz             | 2002-2004   |
| Orlando León Remiton             | 2005-2007   |
| Israel Hernández Rojas           | 2008-2010   |
| Miguel Hernández Reyes           | 2011-2013   |
| Gerardo Hernández Rojas          | 2013-2014   |
| León Hernández Sebastián         | 2015-2016   |
| Lorenzo Abad Pascual Pascual     | 2017        |
| Eustorgio Francisco Cruz         | 2017-2019   |
| Martimiano Jiménez León          | 2020-2022   |
| Rafael Fortunato Hernández López | 2023-2025   |